# Заподе
Заподе (на словенски: Zapodje) е село в Словения, регион Средна Словения, община Лития. Според Националната статистическа служба на Република Словения през 2015 г. селото има 16 жители.